# Anaplecta ikonnikovi
Anaplecta ikonnikovi är en kackerlacksart som beskrevs av Robert Walter Campbell Shelford 1913. Anaplecta ikonnikovi ingår i släktet Anaplecta och familjen småkackerlackor.
Artens utbredningsområde är Peru. Inga underarter finns listade i Catalogue of Life.